# Mitsubishi Ki-51
Il Mitsubishi Ki-51 (三菱 キ51 ?, Mitsubishi ki gojūichi), identificato anche come Aereo da attacco Tipo 99 (九九式襲撃機?, Kyūjūkyū-shiki shūgekiki), nome in codice alleato Sonia, era un aereo da attacco giapponese della seconda guerra mondiale. Venne impiegato per tutto il conflitto, anche quando la sua pur moderna struttura metallica e la velocità di 425 km/h non erano più sufficienti per assicuragli adeguate possibilità di sopravvivenza in ambienti ostili.

## Storia del progetto
Il progetto del velivolo venne intrapreso dalla Mitsubishi in risposta ad una specifica dell'Aviazione dell'Esercito che, nel 1937, chiedeva un sostituto per il bombardiere leggero Mitsubishi Ki-30.
Tra le richieste avanzate, erano previste doti di maneggevolezza, protezione passiva per l'equipaggio, velocità massima non inferiore a 420 km/h, carico offensivo di 200 kg ed armamento difensivo composto da 3 mitragliatrici. Il velivolo, inoltre, doveva essere in grado di operare da piste di fortuna, prevedibilmente in prossimità della linea di combattimento.
Il progetto venne affidato allo staff che aveva realizzato il suo predecessore ed il risultato fu una macchina molto simile al "Ki-30": pur di dimensioni più ridotte, ne riproponeva le caratteristiche costruttive (la carenatura del motore, il profilo alare, il disegno dell'abitacolo, la forma del carrello...) e, complessivamente, ne ricalcava le prestazioni.
I primi reparti divennero operativi nei primi mesi del 1940 e la struttura dell'aereo rimarrà invariata per tutto il periodo della produzione, terminata con la fine della guerra, a testimonianza della validità progettuale di base.

## Tecnica

### Struttura
Era un monoplano di struttura completamente metallica, ad ala bassa, con carrello fisso in configurazione triciclo posteriore le cui ruote anteriori erano carenate. La cabina di pilotaggio era completamente vetrata ed ospitava in "tandem" i due membri dell'equipaggio (nella parte posteriore era disposta, su un supporto snodato, una mitragliatrice manovrabile dal navigatore/bombardiere.
L'abitacolo e la cappottatura del motore erano dotati di blindatura, al fine di offrire una migliore difesa passiva nelle operazioni svolte alle quote più basse.

### Motore
La propulsione era affidata, come già nel precedente "Ki-30", ad un motore radiale: in questo caso la scelta cadde sul 14 cilindri Mitsubishi Ha-26 che nella versione installata (la "II"), sviluppava una potenza di 940 hp.
Sul Ki-51, l'unità motrice era racchiusa lateralmente in una cappottatura metallica ed azionava un'elica tripala, anch'essa metallica, a passo variabile.

### Armamento
La dotazione difensiva consisteva in una mitragliatrice situata nella parte posteriore dell'abitacolo che, in tutti gli esemplari costruiti, fu mantenuta con il calibro iniziale di 7,7 mm.
In funzione offensiva erano impiegate due mitragliatrici poste all'interno delle semiali: inizialmente si trattava di armi dal calibro di 7,7 mm che vennero successivamente sostituite con altrettante da 12,7 mm.
Il carico di caduta era alloggiato in rastrelliere poste sotto le semiali e consisteva in 200 kg di bombe.

## Impiego operativo
L'entrata in servizio del Ki-51 avvenne quando la seconda guerra sino-giapponese era già in corso: su questo fronte il velivolo si dimostrò subito una macchina affidabile ed in grado di assolvere egregiamente il ruolo per il quale era stata concepita.
Quando il Giappone entrò sulla scena della seconda guerra mondiale il Ki-51 venne impiegato con successo praticamente su tutti i teatri operativi, anche perché le prestazioni della caccia avversaria non erano ancora in grado di contrastarne adeguatamente la minaccia; tuttavia, consapevoli della necessità di incrementare il rendimento del velivolo, i tecnici della Mitsubishi proposero già dal 1941 l'installazione di unità motrici più potenti, senza che tale proposta portasse a sbocchi produttivi.
L'inevitabile progresso tecnologico, tangibile con la comparsa di più moderni caccia alleati, portò al relativo decadimento del successo del Ki-51 ed al conseguente incremento delle perdite durante le missioni. Il velivolo, pur rimanendo in prima linea fino al termine del conflitto, venne quindi dirottato preferibilmente verso scenari di secondaria importanza, nel tentativo di evitare gli scontri diretti contro avversari ormai ampiamente superiori.
Sul finire della guerra, analogamente a tutti i mezzi allora disponibili, il Ki-51 venne impiegato per le missioni dei Kamikaze.
Nel 1945 il KNIP (Comitato Nazionale Indonesiano Centrale) si appropriò di un piccolo quantitativo di Ki-51 in diverse basi aeree giapponesi, abbandonate dopo il collasso dell'Impero, per impiegarli nel corso della guerra per l'indipendenza dai Paesi Bassi (1945-1949).
Sempre sul finire del conflitto, anche le forze comuniste cinesi catturarono ed impiegarono alcuni esemplari del Ki-51; questi velivoli furono gli ultimi ad essere tolti dal servizio operativo nel 1953.

## Versioni
- Ki-51: unica versione di serie, rimasta in produzione fino al 1945;
  - 51a: prototipo dotato di fotocamere per la ricognizione, installate nel posto del navigatore; non ebbe seguito produttivo
- Ki-71: vennero modificati tre esemplari di "Ki-51" equipaggiandoli con motore Mitsubishi Ha-112-II da 1 500 hp e carrello retrattile; anche questa variante doveva servire per la ricognizione, ma, dimostrando vantaggi non significativi rispetto alla versione di base, non venne passata in produzione.

## Utilizzatori
Cina
- Zhōngguó Rénmín Jiěfàngjūn Kōngjūn

 Giappone
- Dai-Nippon Teikoku Rikugun Kōkū Hombu

 Indonesia
- Tentara Nasional Indonesia Angkatan Udara